# بازگشت دوست‌پسرم (فیلم)
بازگشت دوست‌پسرم (به انگلیسی: My Boyfriend's Back) فیلمی محصول سال ۱۹۹۳ و به کارگردانی باب بالابان است. در این فیلم بازیگرانی همچون اندرو لوری، تریسی لیند، باب دیشی، پال دولی، ادوارد هرمان، مری بت هرت، کلوریس لیچمن، آستین پندلتن، جی او. ساندرس، پاکستون وایت‌هد، متیو فاکس، متیو مک‌کانهی و رنی زلوگر ایفای نقش کرده‌اند.